# Onomarc
Onomarc (grec antic: Ὀνόμαρχος, llatí: Onomarchus) era el general dels focis durant la Tercera guerra sagrada. Segons Diodor de Sicília era germà d'un anomenat Filomel i fill de Teòtim.
Va dirigir una divisió de l'exèrcit focidi de Filomel en la batalla de Titorea en la que el seu germà va morir. Amb les restes de l'exèrcit va dirigir la retirada cap a Delfos. Es va fer una assemblea en la qual va defensar la continuació de la guerra i va fer prevaldre el seu punt de vista en contra de les opinions del partit més moderat, i va aconseguir que el nomenessin comandant en cap al lloc del seu germà difunt, l'any 353 aC.
No va seguir l'actitud moderada del seu germà i el primer que va fer va ser confiscar les propietats d'aquells que se li oposaven i va saquejar sense miraments els tresors sagrats de Delfos. Amb el botí va poder reunir un fot exèrcit mercenari i subornar a dirigents d'estats hostils. Va aconseguir influir sobre els tessalis perquè abandonessin els seus aliats i es mantinguessin neutrals. Lliure dels seus oponents més importants, va envair la Lòcrida i va ocupar Trònion, va obligar a la ciutat d'Amfissa a rendir-se. A més va assolar la Tetràpolis Dòria, i llavors va entrar a Beòcia on va ocupar Orcomen i va assetjar Queronea, però es va haver de retirar sense aconseguir la conquesta.
Llavors va rebre una petició d'ajut del tirà Licòfron de Feres, al que atacava el rei Filip II de Macedònia. Va enviar a Tessàlia al seu germà Fail·le amb set mil homes, però els macedonis el van derrotar. Onomarc va marxar amb totes les seves forces en suport de Licòfron, va derrotar a Filip en dues batalles i el va expulsar de Tessàlia; va tornar llavors a Beòcia on va derrotar els beocis en una batalla i va ocupar Coronea.
Altre cop li va demanar ajut Licòfron que tornava a ser atacat per Filip. Onomarc amb un exèrcit de vint mil homes i 500 cavallers va tornar a Tessàlia però la força de Filip era més nombrosa i en la batalla que va seguir la superioritat de la cavalleria tessàlia va donar la victòria al rei macedoni. Onomarc i els seus homes sobrevivents es van llençar a la mar esperant poder arribar als vaixells de la flota atenenca dirigida per Cares ancorada prop de la costa, però van morir per les onades, o segons Pausànies, pels dards dels seus propis homes. El seu cos va caure en mas de Filip que el va fer crucificar després de mort com a càstig pel sacrilegi que havia comès al robar els tresors de l'Oracle de Delfos, segons Diodor de Sicília i Poliè. Va morir l'any 352 aC.